# Rybenský hřbet
Rybenský hřbet je geomorfologický podokrsek Podorlické pahorkatiny nacházející se na rozhraní okresů Ústí nad Orlicí a Rychnov nad Kněžnou. Nejvyšším vrcholem hřbetu je Kopeček (též Zachlum, 486 m).

## Geomorfologie
Rybenský hřbet náleží do geomorfologického celku Podorlická pahorkatina, podcelku Žamberská pahorkatina a okrsku Litický hřbet. Jedná se o asi 5 kilometrů dlouhý a 2 - 3 km široký severojižně orientovaný hřbet, který získal své jméno podle názvu přilehlé obce Rybná nad Zdobnicí. V rámci okrsku se sousední podokrsky nacházejí na severní, západní a jižní straně. Tok Zdobnice v Čertově dole odděluje Rybenský hřbet od sousedního Jahodovského hřbetu, od Chlumského hřbetu jej na západě odděluje údolí, kde se nacházejí obce Rybná nad Zdobnicí a Záchlumí, na jihu pak tok Divoké Orlice. Na východě hřbet hraničí již s jinými okrsky. Potok, který se pod jihovýchodním svahem vrchu Kopeček vlévá zprava do Divoké Orlice jej odděluje od Letohradské brázdy (jižněji) a Rokytnické pahorkatiny (severněji).

## Vrcholy
Kromě nejvyššího Kopečku (486 m) se ve hřbetu nacházejí ještě dva vrcholy bezejmenné severně od něj s nadmořskou výškou 479 m a 477 m. Východněji položená Vlčí jáma (440 m) již patří do Rokytnické pahorkatiny.

## Vodstvo
Celý Rybenský hřbet se nachází v povodí Divoké Orlice. Ta protéká pod jeho jižním zakončením, pod severním pak její pravý přítok Zdobnice. Do těchto řek se vlévají potoky protékající pod západními a východními svahy hřbetu.

## Vegetace
Ve vrcholové partii hřbetu se lesní porost téměř nevyskytuje. Relativně úzké pásy lesa kopírují údolí pod některými svahy, souvislejší lesní porost se pak nachází na jihovýchodní straně. Díky tomu je ze hřbetu dobrý rozhled na Podorlickou pahorkatinu a Orlické hory.

## Stavby a komunikace
Až na východní část obce Rybná nad Zdobnicí se zástavba omezuje na přilehlá údolí. Kromě jmenované Rybné se jedná o obce Záchlumí a Slatina nad Zdobnicí. Kolmo přes hřbet přechází silnice I/11 Vamberk - Žamberk. Nejvyšší vrchol se nachází v nevelké vzdálenosti jižně od jejího nejvyššího bodu. Druhou komunikací procházející přes hřbet je silnice Rybná nad Zdobnicí - Slatina nad Zdobnicí. Pole v prostoru hřbetu jsou obsluhovány cestami různé kvality. Turistické a cyklistické trasy jsou vedeny přilehlými údolími.